# Дивљи коњи (филм)
Дивљи коњи (енгл. Wild Horses) амерички је вестерн филм из 2015. године, у режији и по сценарију Роберта Дувала. Главне улоге глуме: Дувал, Џејмс Франко, Џош Хартнет, Адријана Бараза, Џим Парак и Лусиана Дувал. Приказан је 5. јуна 2015. године.

## Радња
Тексашка ренџерка Саманта Пејн отвара застарели случај нестале особе и почиње да сумња да је нестали дечак убијен, те да је у то убиство умешан локални ранчер.

## Улоге
| Глумац          | Улога           |
| --------------- | --------------- |
| Роберт Дувал    | Скот Бригс      |
| Џејмс Франко    | Бен Бригс       |
| Хоакин Џексон   | ренџер Џексон   |
| Џош Хартнет     | Кеј-Си Бригс    |
| Адријана Бараза | госпођа Дејвис  |
| Џим Парак       | заменик Роџерс  |
| Лусиана Дувал   | Саманта Пејн    |
| Енџи Сепеда     | Марија Гонзалез |

## Приказивање
Премијерно је приказан 17. марта 2015. године на фестивалу South by Southwest. Убрзо након приказивања на фестивалу, права дистрибуције стекао је Entertainment One Films. Од 5. јуна 2015. године приказиван је у одабраним биоскопима и преко видеа на захтев.

## Критике
Добио је негативне рецензије критичара. На сајту Rotten Tomatoes има одобрење од 17%, на основу 12 рецензија, са просечном оценом 4,2/10. На сајту Metacritic има оцену 44 од 100, на основу 9 рецензија, што указује на „помешане или просечне критике”.